# Valåsen och Labbsand
Valåsen och Labbsand – miejscowość (tätort) w Szwecji, w regionie administracyjnym (län) Örebro, w gminie Karlskoga.
Według danych Szwedzkiego Urzędu Statystycznego liczba ludności wyniosła: 321 (31 grudnia 2015), 362 (31 grudnia 2018) i 363 (31 grudnia 2019).